# Nonyma insularis
Nonyma insularis är en skalbaggsart som beskrevs av Báguena och Stefan von Breuning 1958. Nonyma insularis ingår i släktet Nonyma och familjen långhorningar. Inga underarter finns listade i Catalogue of Life.